# Shelby (Montana)
Shelby ist ein Ort im US-Bundesstaat Montana. Er liegt an der BNSF Railway für Güterverkehr. Der nächste größere Ort ist Whitefish mit 5032 Einwohnern. 
Der von Amtrak betriebene Empire Builder von Chicago nach Seattle und Portland bedient auch den Bahnhof von Shelby.

## Söhne und Töchter der Stadt
- James Grady (* 1949), Autor
- Leroy Hood (* 1938), Mediziner und Biologe
- Jack Horner (* 1946), Paläontologe